# علی‌آباد (بروجن)
علی‌آباد، روستایی است از توابع بخش بلداجی شهرستان بروجن در استان چهارمحال و بختیاری ایران.

## جمعیت
این روستا در دهستان چغاخور قرار داشته و براساس آخرین سرشماری مرکز آمار ایران در سال ۱۳۹۵، جمعیت این روستا ۴۶ نفر (۱۷ خانوار) بوده‌است.